# Roffredo dell'Isola
Roffredo dell'Isola (Isola del Liri eind 12e eeuw - Cassino 30 mei 1210) was een middeleeuwse abt van de abdij van Montecassino (1188-1210) en kardinaal. In het conflict tussen het koninkrijk Sicilië en het Rooms-Duitse Rijk wisselde hij tweemaal van kamp. Nog later was abt-kardinaal dell'Isola legaat in dienst van de machtige paus Innocentius III, bijgenaamd de president van Europa.

## Abt

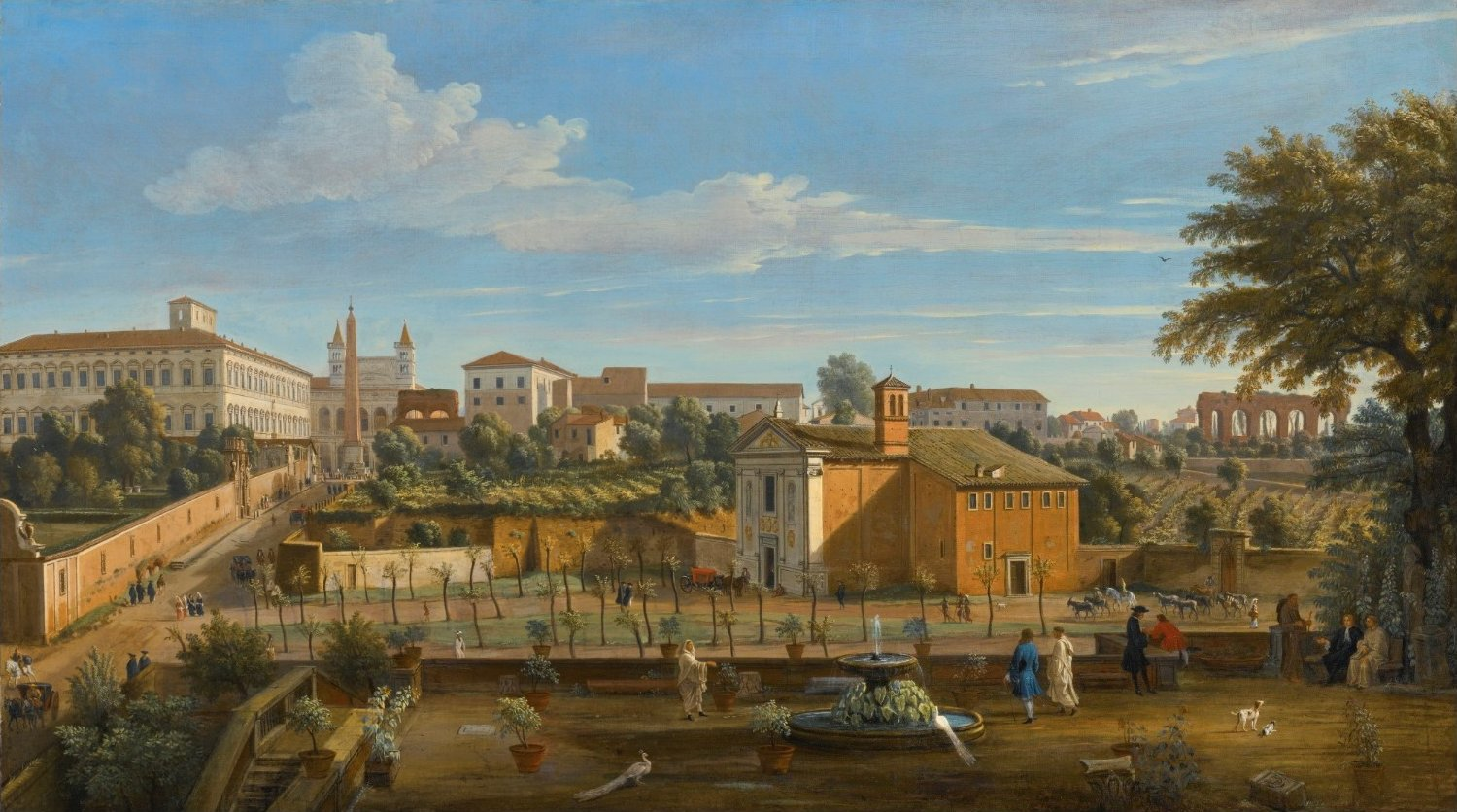
De titelkerk van kardinaal dell'Isola (vooraan) lag dicht bij de pauselijke kathedraal van Sint-Jan van Lateranen (links achter)

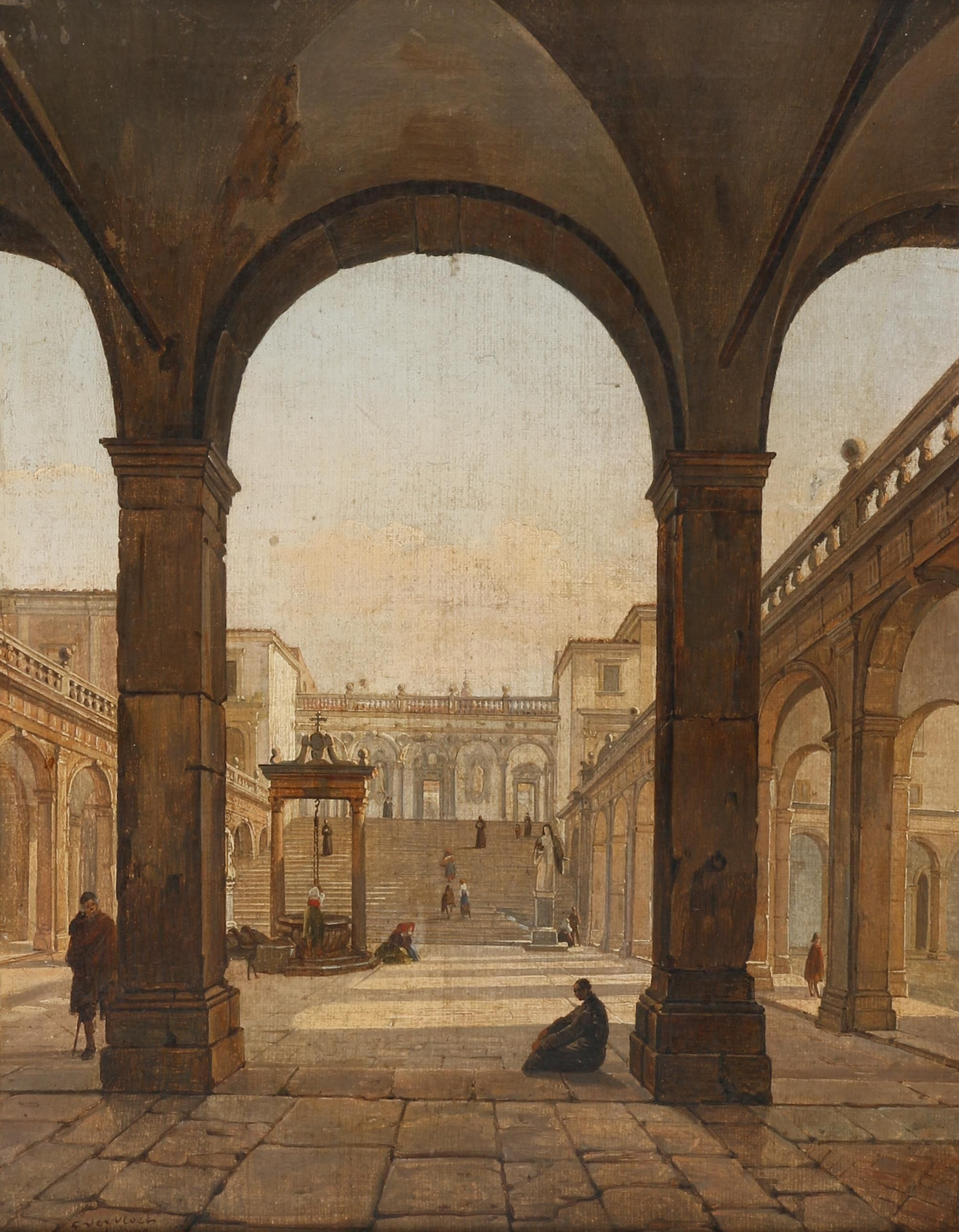
Abdij van Monte Cassino, de andere machtsbasis van kardinaal dell'Isola

Koninkrijk Sicilië, 12e eeuw

Dell'Isola werd geboren in Isola del Liri, toentertijd gelegen in de Pauselijke Staat. Hij werd benedictijner monnik in Monte Cassino en legde zich toe op de boekhouding van de abdij. Na een periode van 2 jaar zonder abt in de abdij geraakte dell'Isola dan toch verkozen tot abt in het jaar 1188. Prompt creëerde paus Clemens III hem tot kardinaal met als titelkerk in Rome Santi Marcellino e Pietro. De abt-kardinaal geraakte nu verwikkeld in een internationaal dispuut tussen de paus en de Rooms-Duitse keizer Hendrik IV, met als inzet de kroon van het koninkrijk Sicilië. De abdij van Monte Cassino lag namelijk in het grensgebied tussen het Rooms-Duitse Rijk en het koninkrijk Sicilië.

## Steun aan de Normandiërs
Periode 1188-1191
Dell'Isola steunde het Normandische vorstenhuis de Hauteville die regeerde over (Normandisch) Sicilië. Hij kreeg hiervoor talrijke kastelen en gronden voor hemzelf en voor de abdij. Hij verkreeg dit van de Siciliaanse koningen Willem II en Tancred. Dit was niet naar de zin van keizer Hendrik IV die, tijdens zijn veldtocht naar Napels, een bezoek bracht aan dell'Isola in de abdij (1191).

## Steun aan de keizer
Periode 1191-1197, waarvan ballingschap 1191-1192
Keizer Hendrik IV uit het Huis Hohenstaufen haalde dell'Isola over naar zijn kamp in 1191. De keizer deed hem allerlei beloftes, onder meer de belofte om dell'Isola's broer vrij te laten. De keizer pakte dell'Isola op en hield hem ergens in het Rooms-Duitse rijk gevangen, op een verder onbekende plaats. In 1192 keerde dell'Isola terug naar Zuid-Italië, tezamen met een keizerlijk leger. In 1194 werd keizer Hendrik IV plechtig tot koning van Sicilië en Napels gekroond en werd abt-kardinaal dell'Isola beloond met talrijke schenkingen door de keizer. Dell'Isola begon aan restauratiewerken van de abdij, die geleden had onder het oorlogsgeweld. Enige tijd later, in 1197, stierf keizer Hendrik IV vrij onverwacht.

## Steun aan de paus
Periode 1197-1210
Vrij snel keerde abt-kardinaal dell'Isola de rug toe naar de keizerlijke fractie en hun leger. Hij koos partij voor paus Celestinus III, tegenstander van de Hohenstaufen. Bij de pausverkiezing van 1198 steunde dell'Isola de verkozen paus Innocentius III, met wie hij verder goed kon opschieten en van wie hij giften kreeg. De politiek van Innocentius III in Sicilië bestond erin Sicilië (en Napels) te besturen als een pauselijk gebied of leen. De paus steunde de keizerin-weduwe Constance (zelf een Normandische prinses van Sicilië) en alle Normandische edelen in hun gezamenlijke irritatie over de overleden keizer. De paus voedde bovendien het jonge prinsje Frederik op als toekomstig koning van Sicilië. Dell'Isola steunde de Siciliaanse troepen, onder meer dezen onder leiding van Wouter III van Brienne tegen de restanten van het keizerlijk leger in Sicilië. In 1208 bezocht de machtige paus Innocentius III de abdij van Monte Cassino. De paus beloonde de abdij, als dank voor de steun, met grote sommen geld. Hiermee kon dell'Isola herstelwerken aan de abdij bekostigen, iets wat al enkele jaren aansleepte.
Aan het einde van zijn leven was dell'Isola pauselijk legaat in Sicilië. Hier voerde dell'Isola de Siciliaanse politiek van paus Innocentius III ter plaatse uit.
- Gemeinsame Normdatei: 1030599793
- Virtual International Authority File: 295347128